# قسم مهاجران الريفي (مقاطعة بهار)
قسم مهاجران الريفي (بالإنجليزية: Mohajeran Rural District)‏ هي منطقة سكنية تقع في إيران في همدان. يقدر عدد سكانها بـ 11,536 نسمة .